# Éram
Ne pas confondre avec Etam.
Ne pas confondre avec Groupe Eram.

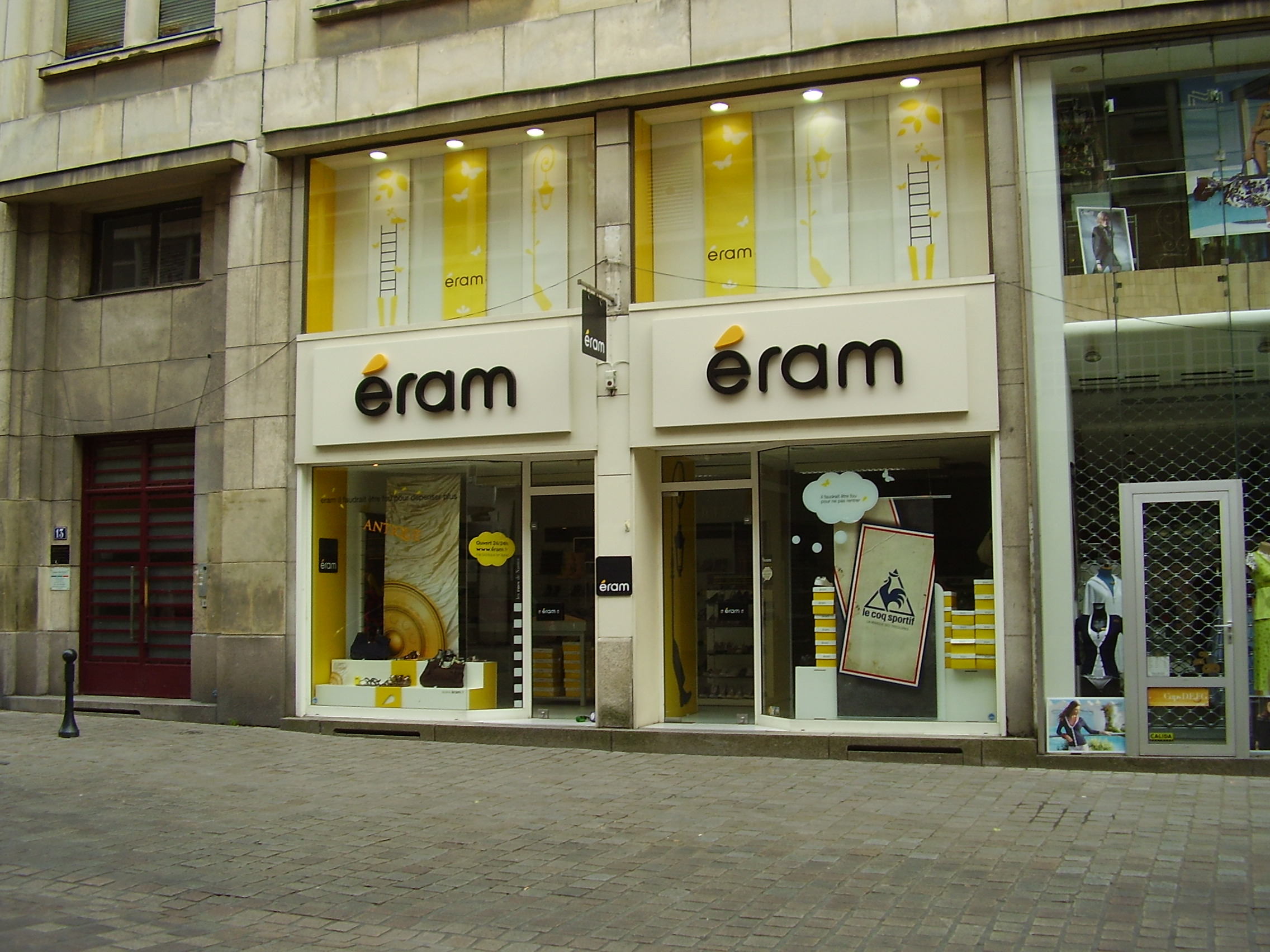
Magasin d'Éram, Nantes

Éram est une marque et une entreprise de distribution française spécialisée dans les chaussures et l'habillement. Le siège installé à Saint-Pierre-Montlimart, près de Cholet en Maine-et-Loire fait partie du Groupe Éram.

## Historique
La société est fondée par Albert-René Biotteau (1898-1985), sous le nom d'« Établissements Biotteau-Guéry ». La marque « Éram » est créée en 1932 à partir des prénoms de M. Biotteau (« Er » pour René) et de son épouse (« Am » pour Marie-Josèphe). Une première boutique à Paris est achetée en 1942.
En 1932, la marque de chaussures Éram est créée.
En 1942, les premiers pas dans la distribution.
En 1954, l'entreprise invente un procédé de fabrication de semelles en plastique, nommé le « Plastifor ». Elle multiplie alors le nombre d'usines et se lance peu après dans l'exportation.
En 1955, Éram multiplie les implantations d’usines et en parallèle des activités de production et de distribution.
En 1969, Gérard Biotteau, fils du fondateur, initie l’entreprise à la formule de la franchise auprès des détaillants. Les magasins Éram se multiplient en Europe du Nord et au Portugal. Gérard Biotteau devient président du groupe en 1971, alors que celui-ci est devenu le premier producteur français de chaussures.
En 1979, l'enseigne Éram investit massivement dans la publicité, c’est l’affirmation de la marque sur le plan national et ce sera la saga Éram qui reste dans toutes les mémoires.
En 1991 naît une nouvelle enseigne à bas prix, Gémo, nom créé partir des prénoms de Gérard Biotteau et de son épouse (Gérard et Simone).
Le groupe Éram est constitué en 1992.
En 1998, Xavier Biotteau, fils de Gérard, prend la tête de l'entreprise.
En 2014, le groupe Éram développe une formation destinée à la conception des chaussures. À la suite de la baisse de l'effectif et des ventes, le groupe choletais décide de pérenniser son savoir-faire en formant une soixantaine de personnes à l'art de la chaussure.
En 2017, à la suite de pertes financières, Éram annonce la cessation de ses activités en Belgique.
Fin décembre 2018, la société compte 217 établissements (points de vente et entrepôts). 
En 2023, la marque créé Eram & Co, un concept de magasins multimarques installé dans des retails parks. Le premier ouvre à Salaise sur Sanne (38) en mars. 

### Identité visuelle (logo)

Logo de l'enseigne Éram lors des années 1990 jusqu'en 2006
Logo de l'enseigne de 2006 à 2012
Logo de l'enseigne Éram depuis le 3 septembre 2012